# Apseudes tuberculatus
Apseudes tuberculatus är en kräftdjursart som beskrevs av Lang 1968. Apseudes tuberculatus ingår i släktet Apseudes och familjen Apseudidae. Inga underarter finns listade i Catalogue of Life.